# Проспект Ватутіна (Донецьк)

Пам'ятник Ватутіну

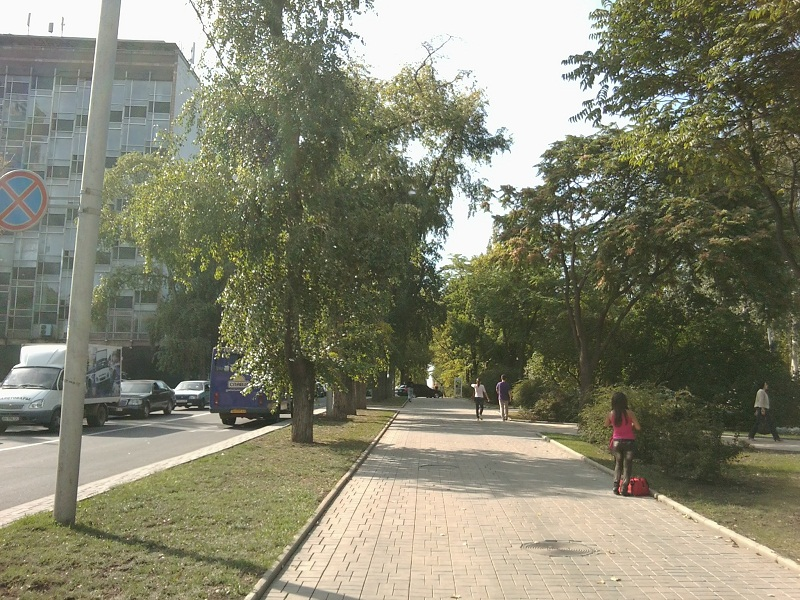
Проспект Ватутіна

У Вікіпедії є статті про інші проспекти з назвою Проспект Ватутіна 
Проспект Ватутіна — одна з вулиць міста Донецька. Розташований між парком першого міського пруду та Шкільним бульваром.

## Історія
Вулиця названа на честь радянського генерала, одного з командувачів фронтами під час Другої Світової війни Миколи Ватутіна.

## Опис
Проспект Ватутіна знаходиться у Ворошиловському районі. Він простягнувся з заходу на схід від парку першого міського ставка майже до Шкільного бульвару. На перетині проспекту Ватутіна із вулицею Артема знаходиться пам'ятник Ватутіну. Довжина вулиці становить близько двох кілометрів.